# 科梅尔斯河
科梅尔斯河（法語：Commerce，法語發音：[kɔmɛʁs] ⓘ），又称博尔贝克河（Bolbec，发源地当地称呼），是法国诺曼底大区滨海塞纳省的河流，是塞纳河的右支流，长15.5千米，发源自博尔贝克，于格拉旺雄圣母镇流入塞纳河。